# János Bédl
János Bédl [ˈjaːnoʃ ˈbeːdl] (* 10. September 1929; † 9. Dezember 1987 in Essen) war ein ungarischer Fußballtrainer.

## Spieler-Karriere
Der Mittelfeldspieler Bedl spielte in Holland zunächst für Oranje Nassau, FC Lewenborg, Hellas VC sowie in der Spielzeit 1959/60 für die Groninger Sport Vereniging Be Quick 1887. In den Spielzeiten 1960/61 und 1961/62 war er in der Holländischen Eredivisie für DWS Amsterdam aktiv und in der Saison 1963/64 für MVV Maastricht. Zur Saison 1964/65 wechselte er auf die Insel Malta zu den Sliema Wanderers, zunächst als Spieler, dann als Coach.

## Trainer-Karriere
Bis 1967 blieb Bedl Spielertrainer des oftmaligen maltesischen Meisters. Im Europapokal der Landesmeister scheiterte das Team in der ersten Runde der Saison 1964/65 an Dinamo Bukarest. Im Hinspiel auf Malta, das die Sliema Wanderers mit 0:2 verloren, wirkte Bedl als Feldspieler mit, im Rückspiel in Bukarest saß Bedl am Spielfeldrand und coachte seine Mannschaft, die 0:5 verlor und damit aus dem Wettbewerb ausschied. Von Januar 1967 bis Dezember 1969 trainierte Bedl nacheinander die Pittsburgh Phantoms und die Kansas City Spurs in den USA.
Seine erste Trainerstation im bezahlten Fußball in Deutschland war Rot-Weiss Essen, das er in der laufenden Saison 1971/1972 als Absteiger aus der Bundesliga übernahm. In der Saison 1972/73 trainierte er Lierse SK in Belgien. 1973 übernahm er Borussia Dortmund, wurde aber kurz vor Saisonende entlassen, als das Ziel Wiederaufstieg in die Bundesliga verfehlt worden war. Im Herbst 1974 kam er zum Wuppertaler SV. Er startete in Wuppertal mit sechs Pleiten und 2:16 Toren, ehe sein Team 2:0 gegen Tennis Borussia Berlin gewann; der Abstieg des WSV aus der Bundesliga war nicht zu verhindern. Von 1975 bis 1977 sowie in der Spielzeit 1981/82 coachte er erneut den Lierse SK.
In den 1980er Jahren trainierte Bédl noch in der 2. Bundesliga Rot-Weiss Essen (Oktober bis Dezember 1983) sowie Rot-Weiß Oberhausen (1986/87).